# 雙贏
雙贏（英語：win–win）是博弈論的一個概念，屬合作博弈，指參與博弈的各方都必然得益。雙贏講求協同效益，因此參與博弈的各方都會盡量地使到自己及各方都得益。數學上的雙贏屬於非零和博弈。